# Zanclognatha nigrisigna
Zanclognatha nigrisigna is een vlinder uit de familie van de spinneruilen (Erebidae). De wetenschappelijke naam van de soort werd in 1915 als Heterogramma nigrisigna gepubliceerd door Alfred Ernest Wileman.